# Троєщина (Київ)

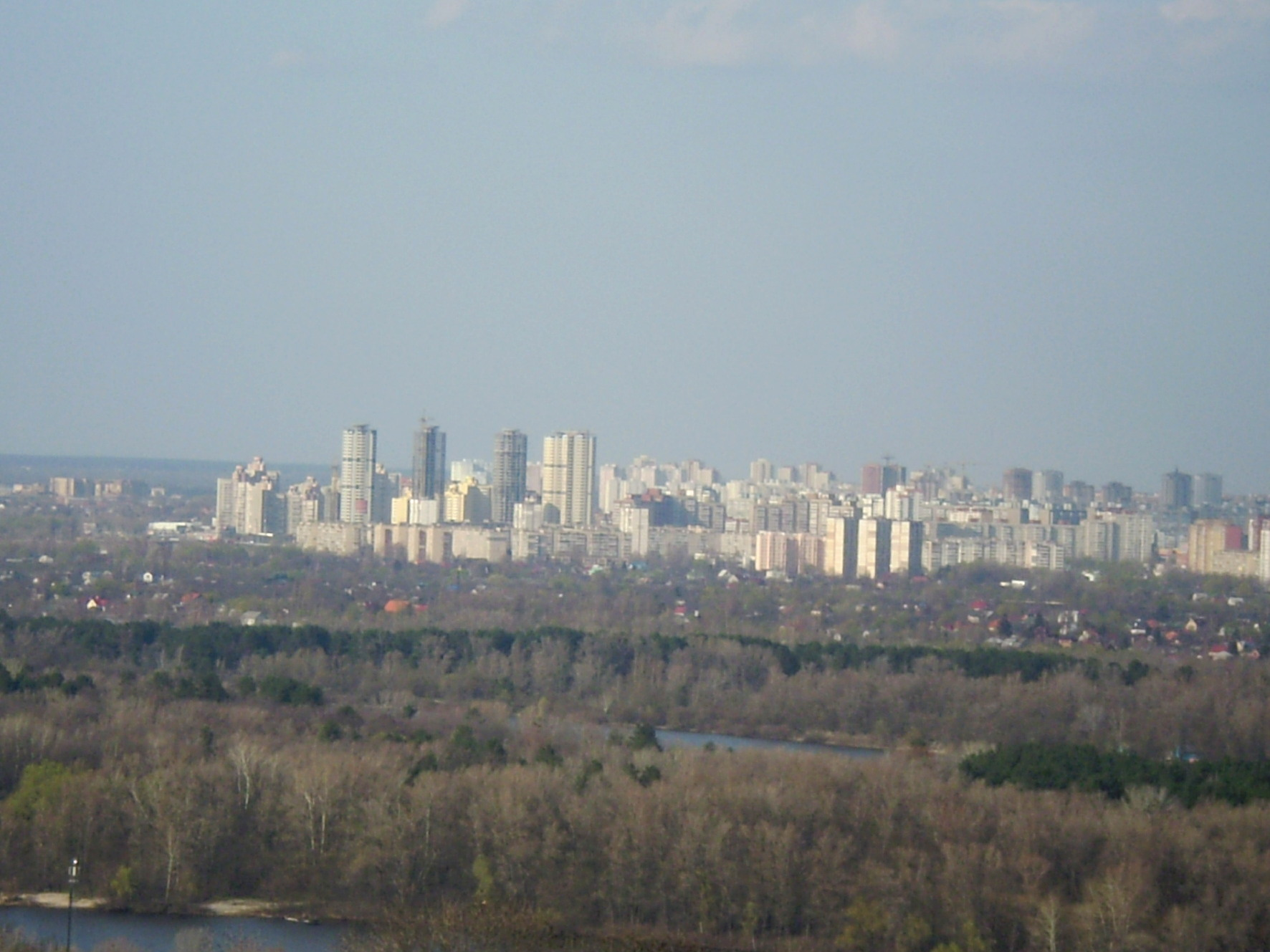
Панорама Троєщини з правого берега Дніпра

Троє́щина — історична місцевість міста Києва на лівому березі Дніпра. Простягається вздовж Десенки (рукав Дніпра) в бік Десни, поблизу урочища Бобровня. Є продовженням Вигурівщини.

## Історія села
Перші поселення відомі з часів неоліту. Вперше місцевість згадується в літопису від 1026 року, тоді тут був розташований заміський князівський палац «Рай» (або «Радосинь» — в інших джерелах), а також церква Святого Юрія. З 1240 року палац стає заміською резиденцією київських князів.
У XV столітті тут розташовувалось так зване «Олелькове городище» — замок київського князя Семена Олельковича. Можливо, від назви цього замку походить назва урочища Городище, яке розташоване на околиці села. Біля замку виникло село Милославичі, яке згадується в літописах з 1151 року. Адміністративно ця територія до 1471 року входила до складу Київського князівства, згодом — Київського воєводства Литовсько-Польської держави.
За деякими версіями, у 1608 або 1609 році село було спалене під час конфлікту між шляхтичами. В тому ж році міський городничий Станіслав Вигура заснував невеликий хутір, з XVII століття ці території згадуються лише як Вигурівщина.
У XVI столітті територія майбутньої Троєщини належала Троїцькому Больницькому монастирю Києво-Печерської Лаври і називалася в документах «ґрунт Троїцький» або «Чурилівщина». 1558 року київський війт Мелешкович купив село та острів Чотанове. Це село Чотанове існувало до 1720 року, проте згодом воно зникає з документів.
Троєщина ж вперше згадується як село «Троєтчина» у документах 1670 року.
Місцеві землі постійно були об'єктом суперечок між Троїцьким монастирем та мешканцями сусіднього села Вигурівщина. Зокрема, як свідчать архіви, одну з таких суперечок розглядали ще на початку XVI століття. За наказом Богдана Хмельницького, аби покласти край земельним конфліктам, у 1657 році київський полковник Дворецький здійснив обміри і встановив межі Вигурівщини. Проте, межі між Вигурівщиною та Троєщиною переглядалися ще декілька разів, зокрема у 1704 році — за наказом митрополита Ясинського та у 1712 році — за ініціативою гетьмана Івана Скоропадського.
Не пізніше 1725 року у селі було збудовано Троїцьку церкву.
В часи Гетьманщини — Гоголівська сотня Київського полку.
З 1764 року — село Київського повіту Київської губернії, з 1782 року — Київського повіту Київського намісництва, з 1796 року — у складі Малоросійської губернії.
З 1802 по 1902 рік вона входила до складу Броварської, а з 1903 по 1923 рік — Микільсько-Слобідської волості Остерського повіту Чернігівської губернії.
Троєщина не завжди знаходилася там, де і зараз. Однією із найсильніших повеней на Дніпрі була повінь 1877 року. Троєщина тоді суттєво постраждала від стихії, тож село було перенесене на декілька кілометрів далі від берега Десенки. Перенесення села відбувалося поступово. Є відомості, що першою було перенесено на вище місце  церкву. А про старе розташування Троєщини сьогодні нагадує урочище Старе Село, що знаходиться на березі Десенки південніше затоки Доманя.
У 1923—1927 роках село належало до Броварського району, а потім у 1927—1930 роках до Київського району Київського округу. У 1930—1937 роках село входило до складу Київської приміської смуги. У 1937 році було відновлено Броварський район, до якого увійшла Троєщина.
27 вересня 1943 року нацистські окупанти спалили 436 дворів у села Троєщина. Вже 29 вересня Троєщину зайняли радянські війська.
За рішенням Київського облвиконкому від 10 травня 1958 року Троєщина і Вигурівщина були об'єднані в один населений пункт під назвою Троєщина. В квітні 1960 року було відкрито автобусний маршрут № 6. До 1965 року вулиці Троєщини не мали назв, і лише розпорядженням виконкому Троєщинської сільської ради від 18 грудня 1965 року вони отримали назви, що збереглись дотепер. За переписом 1979 року населення села Троєщина становило 6794 осіб: 3064 чоловік і 3730 жінок. Указом Президії Верховної Ради УРСР від 5 березня 1982 року більша частина колишнього села Вигурівщина (у указі — частина села Троєщина) було включено до складу міста Києва.
Указом Президії Верховної Ради УРСР від 26 серпня 1988 року село Троєщина було включене до складу Києва.
Первісним проєктом житлового масиву Вигурівщина-Троєщина передбачалось знесення села Троєщина, але економічна криза початку 1990-х років та відсутність метро фактично зберегли село від знесення (було знесено лише парний бік Польової вулиці).

## Топонімія
Село Троєщина складається з 3 кутків — Кривущани (північна частина села), Копильщани (центральна частина села), Гутовці (південна частина села) та частини вигурівського кутка Кучанський, яка збереглась після знесення села Вигурівщина — сучасні вулиці Боплана, Будівельників, Довженка, Дровняка, Інтернаціонального Легіону, Курінного, Червоної Калини (Маяковського), Святодухівська, Чурилівська.
Серед киян назва «Троєщина» закріпилася також щодо житлового масиву Вигурівщина-Троєщина.

## Постаті
- Мишко Антон Васильович (1985—2017) — старший сержант Збройних сил України, учасник російсько-української війни.